# Semois
El Semois (a França el nom s'escriu Semoy, en való Simwès, en alemany Sesbach) és un riu de Bèlgica i de França que neix a la província de Luxemburg i desemboca al Mosa a Monthermé. Només els últims 20 km són en territori francès.

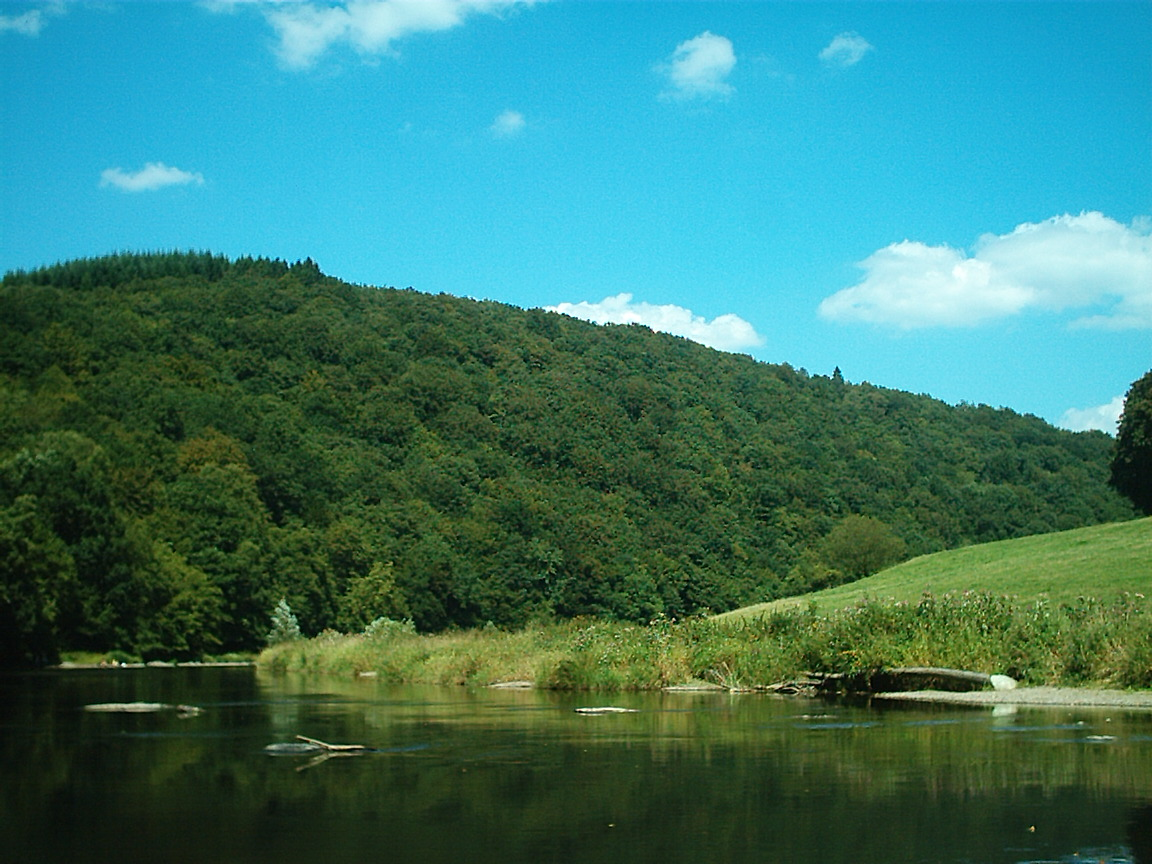
Semois prop de Bouillon

El riu és famós per la seva sinuositat. La ciutat més coneguda a les seves ribes és Bouillon, que va créixer a l'entorn del castell a l'edat mitjana en aprofitar un meandre de gairebé 360 graus que li donava una posició estratègica i fàcil per a defensar.

## Economia
Fins a la primera meitat del segle xx, el cultiu del tabac a la vall del Semois era una de les més importants activitats econòmiques de la vall. Avui, els recursos més importants són el turisme, la gastronomia i el cultiu d'arbres de Nadal.

## Afluents
- El Rulles
- El Vierre

- El Rau de Grandvoir
- El Rau de Neufchâteau

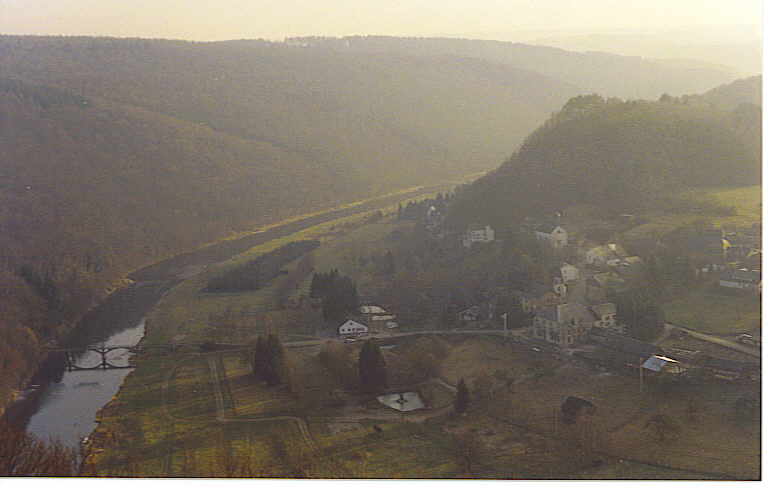
Semois a Frahan
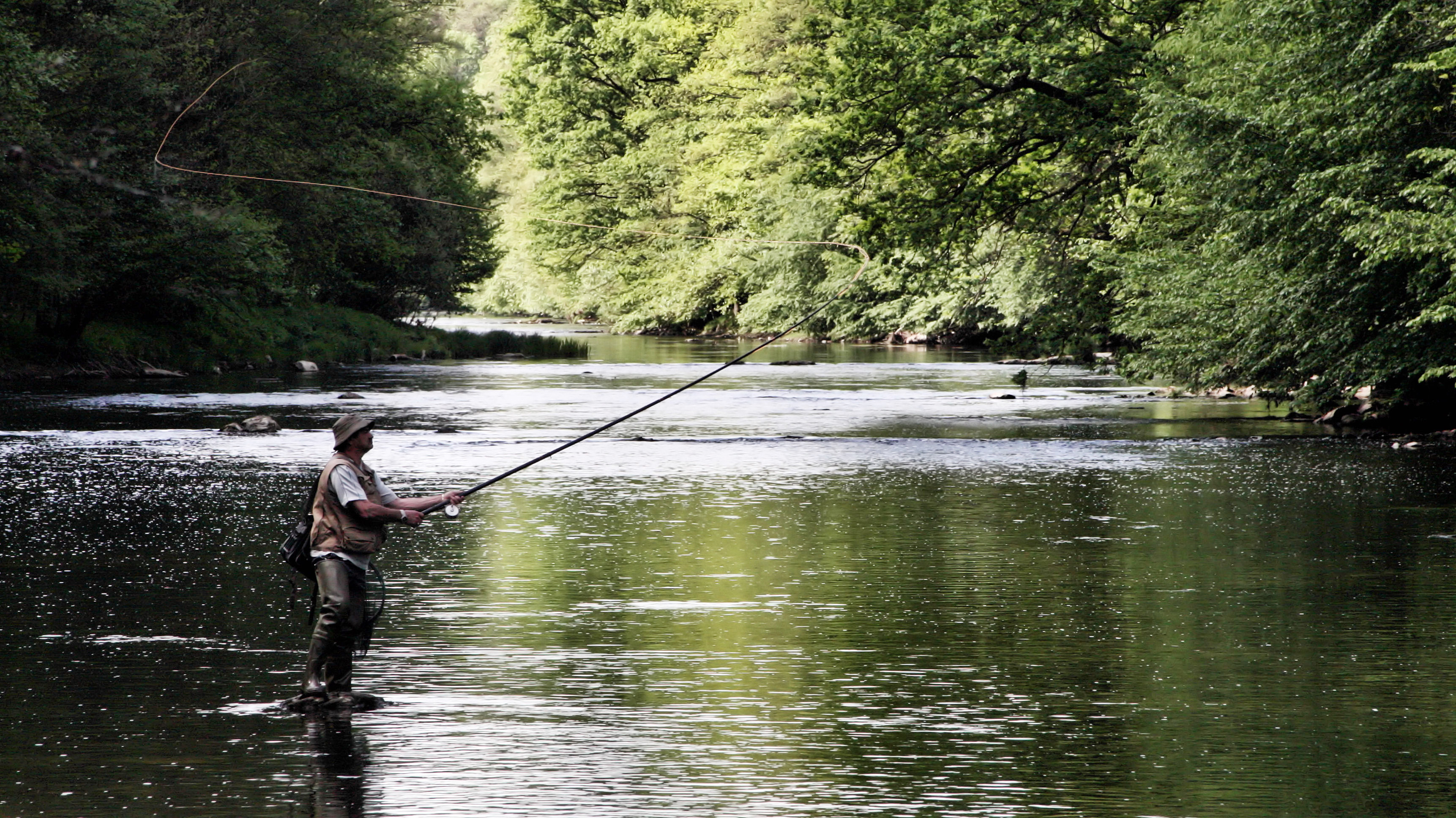
Semois a Sainte Cécile
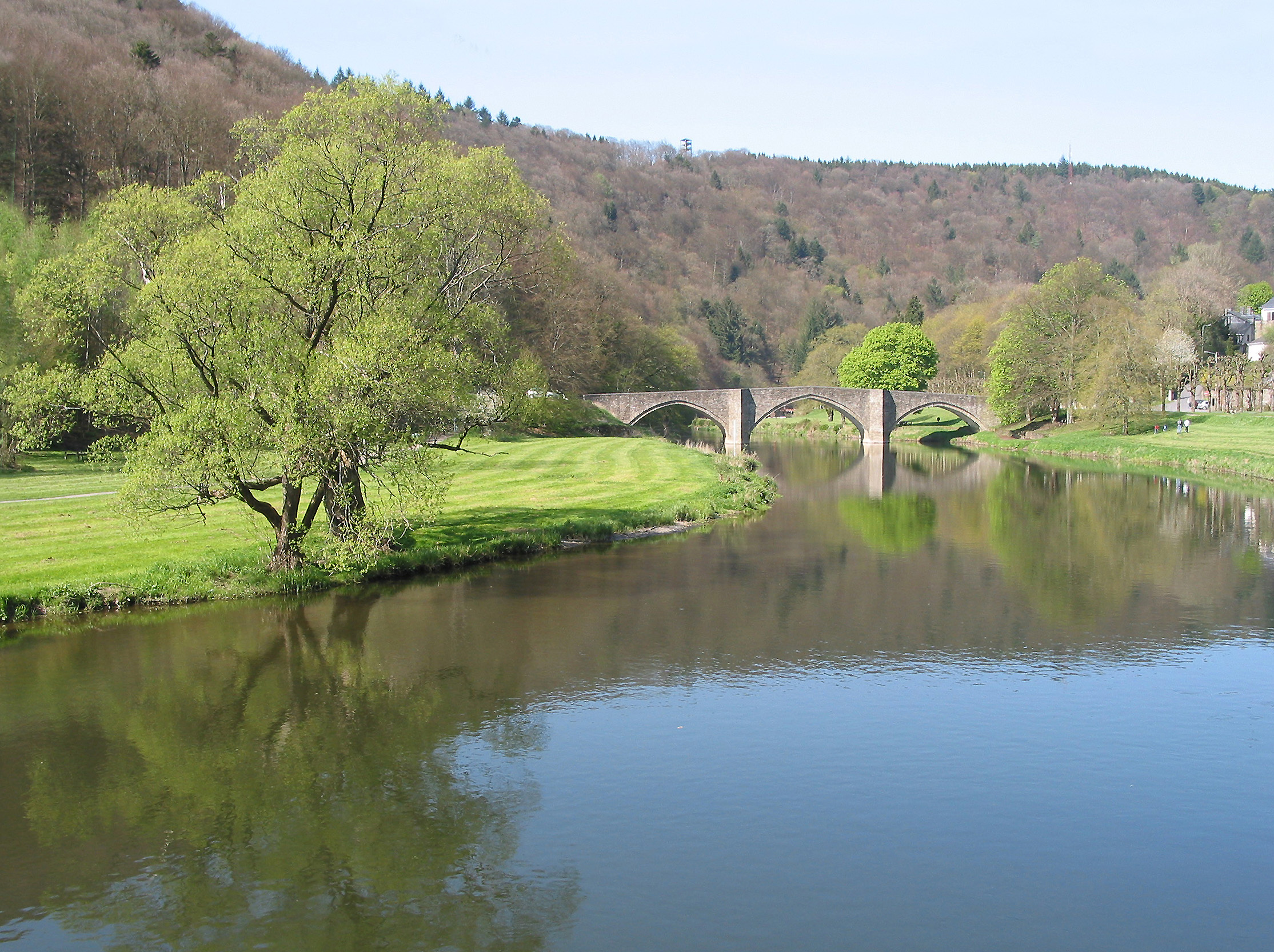
El Semois prop de Bouillon
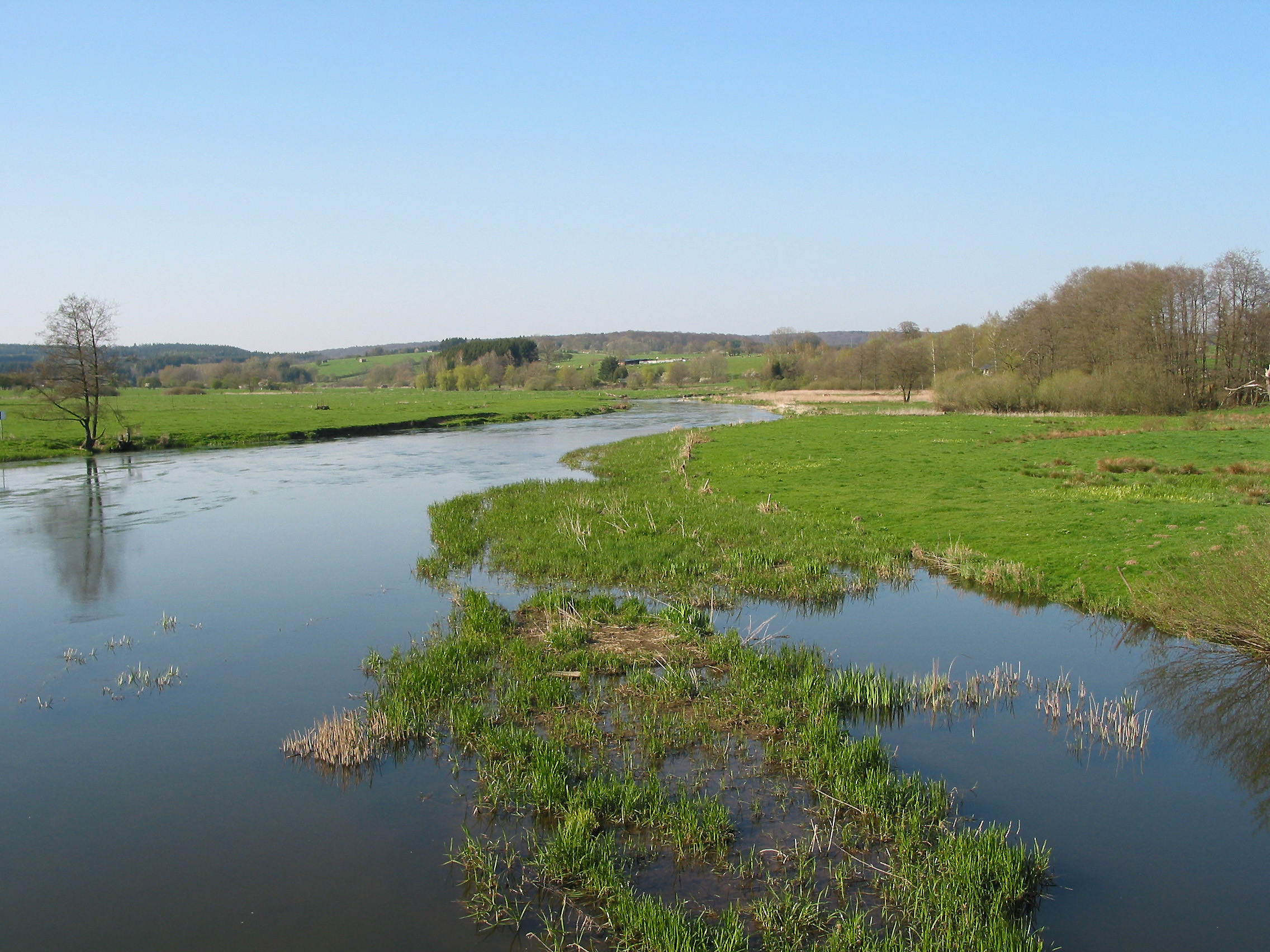
El Semois a Chassepierre en Gaume

| \| \| Afluents del Mosa en orde davall->damunt \| |                                          |
| Dieze - Niers - Swalm - Roer - Geleenbeek- Geul - Jeker - Voer - Berwijn - Julienne - Llègia - Ourthe - Hoyoux - Mehaigne - Samson -Sambre - Bocq - Burnot - Molignée - Lesse - Viroin - Semois - Bar - Kuer (Chiers) |                                          |
| Vegeu també : • Mosa • França • Bèlgica • Països Baixos |                                          |
| | Afluents del Mosa en orde davall->damunt |